# Lanneuffret
Lanneuffret är en kommun i departementet Finistère i regionen Bretagne i västra Frankrike. Kommunen ligger i kantonen Ploudiry som tillhör arrondissementet Brest. År 2022 hade Lanneuffret 150 invånare.

## Befolkningsutveckling
Antalet invånare i kommunen Lanneuffret
Referens:INSEE